# Bubok
Bubok é uma editora espanhola criada em 2008, para atender aos escritores amadores ou profissionais interessados em auto-publicações. Bubok é uma editora que aceita manuscritos quaisquer que sejam as temáticas, publicando-os sem reservas, desde que o  seu conteúdo não seja ofensivo.
O autor coordena toda a publicação do livro – poderá fazer opções a nível de tamanho/dimensões, capa, cor e preço (a Bubok exige um preço minimo devido aos gastos de produção), etc. O livro, uma vez publicado, fica à venda na livraria online oficial da editora Bubok. Se o autor quiser, pode também optar pela divulgação e distribuição nas livrarias tradicionais, mas para que isso aconteça deve proceder a certos requerimentos.
É a unica editora deste gênero em Portugal.